# Kizliv, Busk
Kizliv (în ucraineană Кізлів) este localitatea de reședință a comunei Kizliv din raionul Busk, regiunea Liov, Ucraina.

## Demografie
Componența lingvistică a localității Kizliv
     Ucraineană (99,4%)
     Alte limbi (0,3%)
Conform recensământului din 2001, majoritatea populației localității Kizliv era vorbitoare de ucraineană (99,4%), existând în minoritate și vorbitori de alte limbi.